# Parará Tibum
"Parará Tibum" é uma canção lançada pela cantora brasileira de funk ousadia MC Tati Zaqui. Ela foi disponibilizada no formato de áudio no site YouTube em 23 de junho de 2014 e seu videoclipe foi lançado em 10 de fevereiro de 2015 pelo produtor KondZilla no mesmo site.

## Sobre
A canção foi produzida pelo DJ Perera e baseada em samples de "Heigh-Ho", canção utilizada no filme Branca de Neve e os Sete Anões, sendo esta uma característica marcante do gênero funk ousadia de utilizar instrumentais de canções infantis. A explosão ao mainstream ocorreu após um suposto vídeo da atriz Bruna Marquezine dançando esta canção, fato que incentivou a Tati a propor a seus fãs que também dançassem. O sucesso se tornou tão grande que em poucos dias várias pessoas, principalmente do sexo feminino, estavam gravando vídeos dançando a canção e fazendo os passos que a própria Tati fazia, no chamado #DesafioPararaTibum. A canção, que apresenta como refrão, "Eu vou, eu vou/Sentar agora eu vou/Parará Tibum", foi dançada por várias personalidades, como as cantoras Anitta, Preta Gil e Cláudia Leitte, e esteve entre o top 10 das canções mais baixadas no iTunes brasileiro. Por se transformar em um "hit" nacional, a artista foi entrevistada por diversas mídias de comunicação e reportagens sobre o fenômento Parará Tibum foram feitas em emissoras, como a Rede Record. No mês de fevereiro de 2015, a canção ganhou um videoclipe, produzido por KondZilla, onde o cenário foi baseado no filme supracitado. Em pouco mais de duas semanas, ele já possuía mais de seis milhões de acessos, com opiniões favoráveis e contrárias sobre a canção.

## Proibição
Em maio de 2015, a canção foi proibida de ser executada em estações de rádio e emissoras de TV. A proibição veio da Peermusic do Brasil Edições Musicais Ltda., que tem os direitos de "Heigh-Ho", canção de Larry Morey e Frank Churchill, lançada em 1937 para a animação Branca de Neve e os Sete Anões, e que teve seus trechos usados na versão de Tati Zaqui. O sucesso do funk já havia sido registrado no ECAD como autoria de MC Tati. Os detentores da canção original já entraram em contato com a cantora, que acatou o pedido de não executar mais a canção. O clipe da faixa foi retirado do YouTube no mesmo dia. A erotização da letra e o conteúdo sexual do clipe foi o motivo para a não liberação da canção. O iTunes também está proibido de comercializar a faixa. Não há informações se Tati continuará a se apresentar com a canção em seus shows, mas caso isso aconteça, os direitos autorais vão para os detentores da faixa original, visto que "Parará Tibum" é uma versão não autorizada.

## Versões
Áudio oficial
- "Parará Tibum" (prod. Perera DJ - 03:05)

Videoclipe oficial
- "Parará Tibum" (prod. KondZilla - 03:25)